# Ismael Cortés
Ismael Cortés Gómez (Granada, 6 de septiembre de 1985) es un político español, diputado en el Congreso por Podemos en la xiii y la xiv legislaturas.

## Biografía
Ismael Cortés es licenciado en Filosofía por la Universidad de Granada y doctor en Estudios Internacionales de Paz y Conflictos por la Universidad Jaime I.
Ha trabajado como investigador en Instituto Interuniversitario de Desarrollo Social y Paz de las Islas Baleares además de en la Universidad Carlos III de Madrid. También ha sido investigador visitante en la Universidad Central Europea de Budapest y en la Escuela de Teoría Crítica de la Universidad de Nottingham.
En las elecciones generales de abril de 2019 fue elegido diputado por la provincia de Tarragona, siendo elegido de nuevo en las elecciones de noviembre.